# Ewangelia a sztuka. Rekolekcje dla artystów
Ewangelia a sztuka. Rekolekcje dla artystów – rekolekcje dla artystów, które bp Karol Wojtyła wygłosił w Wielkim Tygodniu (16-18 kwietnia) 1962 r. w kościele św. Krzyża w Krakowie.
Publikację rekolekcji przygotowano na podstawie maszynopisu przechowywanego w Ośrodku Dokumentacji i Studium Pontyfikatu Jana Pawła II w Rzymie. 
Książka ukazała się w 2011 r. nakładem Instytutu Dialogu Międzykulturowego im. Jana Pawła II w Krakowie oraz Fundacji Jana Pawła II - Ośrodka Dokumentacji i Studium Pontyfikatu w Rzymie pod patronatem honorowym krakowskich rektorów: Uniwersytetu Jagiellońskiego, Uniwersytetu Papieskiego Jana Pawła II,  Akademii Sztuk Pięknych im. Jana Matejki, Akademii Muzycznej i Państwowej Wyższej Szkoły Teatralnej im. Ludwika Solskiego.  
Rekolekcje dla artystów Karola Wojtyły zredagował i opracował ks. Andrzej Dobrzyński, słowo wstępne napisał kard. Stanisław Dziwisz, wprowadzenie prof. Jacek Popiel z Uniwersytetu Jagiellońskiego.
Publikacja otrzymała tytuł „Najpiękniejszej Książki Roku 2011” w 52. konkursie Polskiego Towarzystwa Wydawców Książek.
Ewangelia a sztuka. Rekolekcje dla artystów ukazały się również po włosku (Watykan, ed. Libreria Editrice Vaticana), francusku (Paryż, ed. Salvator) oraz hiszpańsku (Madryt, ed. Ciudad Nueva).
W 2013 nauki rekolekcyjne Karola Wojtyły interpretowali w ramach Verba Sacra: Halina Łabonarska, Katarzyna  Łaniewska i Jerzy Zelnik.

## Treść
- Wielki Poniedziałek, Nauka I, Odkrywać piękno Boga
  - Analiza idei Piękna w kontekście Ewangelii.
- Wielki Poniedziałek, Nauka II, Stwórca i twórca
  - Autor omawia analogię „pomiędzy porządkiem natury a porządkiem twórczości”, porusza zagadnienia odpowiedzialności twórcy i rolę talentu, w tym „talentu człowieczeństwa”, który dla bp Karola Wojtyły stanowi największą wartość. Biskup krakowski stwierdził: „W pewnym sensie nawet można powiedzieć, że Bóg nie będzie nas sądził za nasze dzieła. Będzie nas sądził z wartości naszego człowieczeństwa”[4].
- Wielki Wtorek, Nauka III, Dzieło, które świadczy o nas przed Bogiem
  - Wojtyła kontynuuje rozważania z nauki II przestrzegając artystów: „Wobec sądu Boga nie zastąpią człowieka – nawet największego artysty – żadne jego dzieła. Decyduje i rozstrzyga to jedno zasadnicze dzieło, którym jestem ja sam.”[5]
- Wielki Wtorek, Nauka IV, Wartość i piękno ewangelicznej pokory
  - W tej nauce Wojtyła porusza zagadnienie grzechu – zazdrości i „problemu zmysłowości”, zachęca artystów do szukania pokory.
- Wielka Środa, Nauka V, Religia: miłość, która nadaje sens istnieniu
  - W ostatniej nauce rekolekcyjnej, Wojtyła rozważa Mszę święta i Komunię, porusza znaczenie modlitwy: „Nie ma mowy, żeby zrozumieć Ewangelię, Chrystusa, chrześcijaństwo, żeby się z tym Bogiem szukającym spotkać, jeżeli człowiek się nie modli. I nawet gdyby przestudiował Summę teologiczną św. Tomasza i gdyby tylko wciąż czytał Pismo święte, a się nie modlił, mógłby się przez całe życie z tym żywym Bogiem, Bogiem Ewangelii, Chrystusa, wciąż rozmijać”[6].